# L'Aiguillon-sur-Vie
L'Aiguillon-sur-Vie là một xã ở tỉnh Vendée trong vùng Pays de la Loire, Pháp. Xã này có diện tích 23,22 km², dân số năm 2006 là 1521 người. Xã này nằm ở khu vực có độ cao trung bình 20 mét trên mực nước biển.
Danh xưng dân địa phương trong tiếng Pháp là Aiguillonnais .

### Biến động dân số
| Năm | 1962 | 1968 | 1975 | 1982 | 1990 | 1999  | 2006  | 2007         |
| --- | ---- | ---- | ---- | ---- | ---- | ----- | ----- | ------------ |
| Dân số | 925  | 975  | 899  | 956  | 993  | 1 109 | 1 521 | 1 650 (est.) |
| From the year 1962 on: No double counting—residents of multiple communes (e.g. students and military personnel) are counted only once. |      |      |      |      |      |       |       |              |